# Fred Raul
Fred Raul; eigentlich Alois Greschitz (* 20. März 1910 in Allersdorf, Steiermark; † 25. August 1985 in Baden, Niederösterreich) war ein österreichischer Schauspieler und Regisseur.

## Leben
Fred Raul wurde als Sohn des Gast- und Landwirts Alois Greschitz und seiner Ehefrau Maria geboren. Nach Ablegen der Matura und Besuch einer Theaterschule folgten erste Bühnentätigkeiten an Theatern in Graz, Stettin, Augsburg und Leipzig. Ab 1949 war er als Spielleiter und Sänger am Landestheater in Salzburg engagiert. Im Jahr 1956 wechselte er in den gleichen Funktionen an das Tiroler Landestheater in Innsbruck und in der Spielzeit 1957/1958 an das Raimundtheater in Wien. Darüber hinaus unternahm er verschiedene Tourneen mit seiner späteren Ehefrau Marika Rökk.
Fred Raul wirkte auch in einigen Film- und Fernsehproduktionen mit. Darunter befanden sich mehrere Spielfilme mit Marika Rökk, in denen jeweils Georg Jacoby, der erste Ehemann von Marika Rökk, die Regie führte. So 1957 Nachts im Grünen Kakadu mit Dieter Borsche, Renate Ewert und Gunnar Möller, 1958 Bühne frei für Marika mit Johannes Heesters, Carla Hagen und Harald Juhnke und 1959 Die Nacht vor der Premiere mit Theo Lingen, Ursula Grabley und Wolfgang Lukschy. Zudem konnte man ihn 1958 in dem Kriminalfilm Dr. Crippen lebt von Erich Engels mit Elisabeth Müller, Peter van Eyck und Fritz Tillmann sehen.
Fred Raul war seit 1968 mit der Schauspielerin und Tänzerin Marika Rökk verheiratet, für die er auch als Manager tätig war. Beide sind auf dem Helenenfriedhof in Baden in einem gemeinsamen Grab beigesetzt worden.

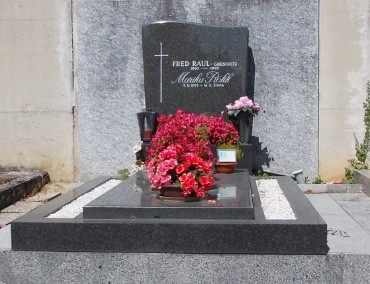
Grabstätte von Fred Raul und Marika Rökk

## Filmografie (Auswahl)
- 1949: Wir haben eben geheiratet
- 1956: Zu Befehl, Frau Feldwebel!
- 1957: Nachts im Grünen Kakadu
- 1958: Dr. Crippen lebt
- 1958: Bühne frei für Marika
- 1959: Die Nacht vor der Premiere
- 1961: Heute gehn wir bummeln
- 1965: So schön wie heut… (Fernsehfilm)